# Remo (navegação)

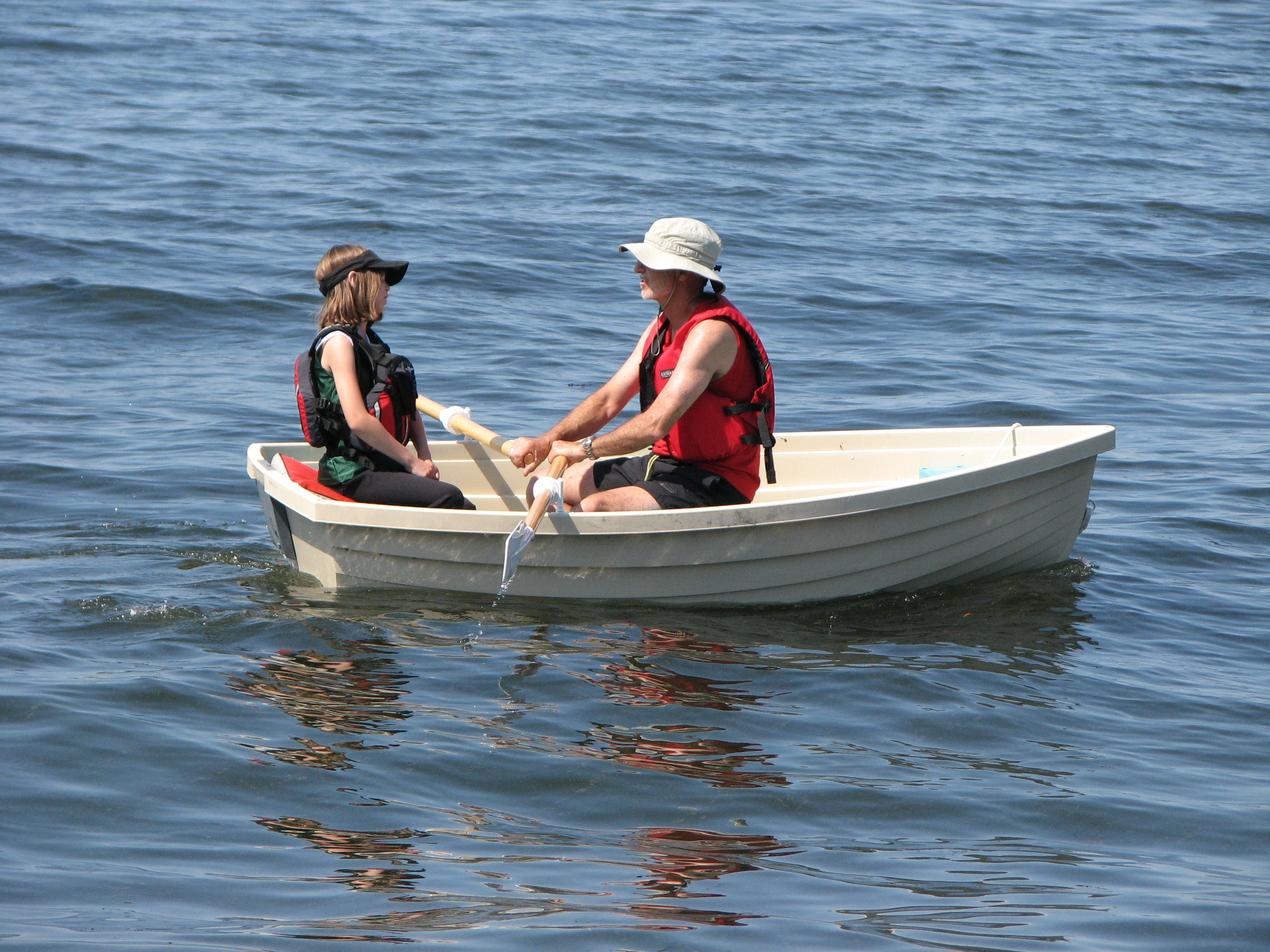
Barco a remo com dois passageiros.

O remo é um instrumento constituído basicamente por uma haste longa e espalmada em uma das suas extremidades, que faz avançar embarcações na água por meio de movimentos executados manualmente, tendo o remo a função de prolongamento do braço um tipo de alavanca, que "empurra" a agua e impele a embarcação a diante. Muito usado na antiguidade em embarcações antigas como a  Galera, associado com a Vela, ainda hoje usado em embarcações de pequeno porte e embarcações desportivas, perdeu boa parte de sua importância com o uso de motores.         